# Нижня Юплань
Нижня Юпла́нь (рос. Нижняя Юплань, марій. Йоплан) — присілок у складі Моркинського району Марій Ел, Росія. Входить до складу Моркинського міського поселення.

## Населення
Населення — 101 особа (2010; 130 у 2002).
Національний склад (станом на 2002 рік):
- лучні марійці — 93 %